# William Chauvenet
William Chauvenet (24 de mayo de 1820; Milford, Pensilvania - 13 de diciembre de 1870; Saint Paul, Minnesota) fue un profesor de matemáticas, astronomía, navegación, y topografía estadounidense, con un papel clave en el establecimiento de la Academia Naval de los Estados Unidos en Annapolis, Maryland; y más tarde, fue el segundo canciller de la Universidad Washington en San Luis.

## Primeros años
William Chauvenet nació en una granja cercana a Milford, Pensilvania, hijo de William Marc Chauvenet y de Mary B. Kerr, creciendo en Filadelfia. Desde muy pequeño demostró una gran habilidad para las matemáticas y para los dispositivos mecánicos. Ingresó en la Universidad de Yale a la edad de 16 años, y se graduó en 1840 con honores.

## Carrera académica
Empezó su carrera como experto asistiendo a un profesor de la Universidad Girard en Filadelfia, Pensilvania, con una serie de observaciones magnéticas. 

### Marina de los Estados Unidos
En 1841, fue nombrado profesor de matemáticas de la Armada de los Estados Unidos, sirviendo durante un tiempo en el buque Mississippi. Un año más tarde, obtuvo la cátedra de matemáticas en el Asilo Naval de Filadelfia, Pensilvania. 
Su intervención fue determinante en 1845 en la fundación de la Academia Naval de los Estados Unidos en Annapolis, Maryland, y enseñó allí durante años. En 1855 declinó una oferta para ser profesor de matemáticas en Yale.

### Universidad de Washington
En 1859, Yale le llamó de nuevo, ofreciéndole esta vez el cargo de profesor de astronomía y de ciencias naturales. Sin embargo, Chauvenet aceptó el trabajo que le ofreció la Universidad Washington en San Luis: profesor de matemáticas y astronomía. Llevó con él un amor profundo por la música y una gran familiaridad con los clásicos, además de ser una figura excepcional en el mundo de la ciencia, considerado por muchos historiadores como una de las mentes matemáticas más importantes en los EE. UU. antes de la Guerra Civil. Fue Chauvenet quien verificó matemáticamente los cálculos de James B. Eads del primer puente que cruzó el río Misisipi en San Luis. Los rectores de la Universidad le escogieron para ser canciller después de la muerte de su amigo y compañero de Yale Joseph Hoyt en 1862. Aceptó el cargo de canciller en medio de la Guerra Civil, en un estado dividido por la cuestión de la esclavitud.
La Universidad de Washington creció durante su mandato, añadiendo docenas de profesores, centenares de estudiantes, y varios programas nuevos, incluyendo la Escuela de Leyes en 1867. También fue vicepresidente de la Academia Nacional de Ciencias de Estados Unidos y presidente de la Asociación Estadounidense para el Avance de la Ciencia, y fue miembro de la Sociedad Filosófica Americana, así como de la Academia Estadounidense de las Artes y las Ciencias.
Chauvenet murió en 1870 en Saint Paul, Minnesota, y fue enterrado en el Cementerio de Bellefontaine en San Luis.

## Publicaciones
- A treatise on plane and spherical trigonometry (1850)
- Spherical astronomy (1863)
- Theory and use of astronomical instruments: Method of least squares (1863)
- A treatise of elementary geometry (1870).

## Reconocimientos
- Después de su muerte, la Asociación Matemática de América estableció un galardón prestigioso en su honor, el Premio Chauvenet.
- La Academia Naval designó un edificio de matemáticas con su nombre.
- La US Navy bautizó dos barcos en su memoria, el USS Chauvenet (AGS-11) y el Chauvenet (AGS-29).
- El cráter lunar Chauvenet lleva este nombre en su honor.